# دیپاویل (نیویورک)
دیپاویل (به انگلیسی: Depauville) یک منطقهٔ مسکونی در ایالات متحده آمریکا است که در شهرستان جفرسون، نیویورک واقع شده‌است. دیپاویل ۲۵٫۴ کیلومتر مربع مساحت و ۵۷۷ نفر جمعیت دارد و ۹۳ متر بالاتر از سطح دریا واقع شده‌است.